# Diabo (Côte d'Ivoire)
Pour les articles homonymes, voir Diabo.
 (juin 2018).
Si vous disposez d'ouvrages ou d'articles de référence ou si vous connaissez des sites web de qualité traitant du thème abordé ici, merci de compléter l'article en donnant les références utiles à sa vérifiabilité et en les liant à la section « Notes et références ».
Diabo est une ville ivoirienne située dans le département de Botro (région du Gbêkê), au centre du pays. Les peuples originaires de cette sous-préfecture créée durant l'ère coloniale sont les Baoulés du groupe Gbloh. Elle est située à 15 kilomètres de Bouaké et lui est reliée par une route bitumée.
Diabo a été scindée en deux sous-préfectures : Diabo et Languibonou.

## Historique
Le nom Diabo serait issu des expressions « swi djaha » qui signifie « éléphant rouquin » et « bo » qui signifie «forêt». Ce qui veut donc dire « la forêt des éléphants rouquins ». La tradition orale avance qu'un chasseur eut découvert des éléphants rouquins lors de sa chasse sur le territoire. Cette découverte motivera l’appellation « Djaha Bo » ou « Diabo ».
Consacrée commune par la loi n° 85-1085 du 17 octobre 1985, portant création de 98 communes, Diabo est une création coloniale en pays Gbloh. Elle aurait été fondée par Apkatou Koko et son cadet Apkatou Kouakou[réf. souhaitée]. À cette époque, ses principaux quartiers étaient Aounianou, N’Denou et Tandokro.
Composante du groupe ethnique Baoulé, Diabo est habitée à 99 % par le peuple Gbloh[réf. souhaitée] réparti en deux tribus : Bre (51 %) et Mamela (48 %). Le reste, (1 %) est constitué de populations venues des autres régions de la Côte d’Ivoire et des pays limitrophes.
Le 5 juillet 2013, Koumoin Konan René est investi maire. Originaire de la région, il est le plus jeune maire que l'État ivoirien ait connu à ce jour. À la fin de la cérémonie d'investiture, le président de la république de Côte d'Ivoire, Alassane Ouattara, offre à la commune un tracteur pour le ramassage des ordures.
Lors des élections du 6 octobre 2023, Marcel Kouamé Diéto remporte le suffrage et est élu maire, battant son adversaire Koumoin Konan René, en poste depuis 2013. La passation pour sa prise de fonctions a lieu le 12 octobre 2023.

## Urbanisme
La ville contient de nombreux quartiers dont les plus populaires sont : Tandokro, Saya, Ndenou, Amanibo, Habita (Belleville), Aougnanou, Kouassi-Golikro Ndoumounkro.

## Infrastructures
La ville manque de moyens financiers municipaux[réf. souhaitée], mais dispose d'un centre de santé, d'une station-service, d'une boulangerie, d'un centre de gendarmerie en cours de réalisation[pas clair], d'un foyer des jeunes approvisionné en matériel[C'est-à-dire ?] et d'une gare routière d'environ deux hectares, construits sous le mandat du maire René Koumoin[réf. souhaitée].
Un grand marché accueille environ 680 personnes le vendredi[réf. souhaitée].
La ville est équipée d'une voie principale non bitumée la reliant aux villages de la commune (Tikakro, Agbakro…).

## Démographie
Au 15 mai 2014, la population est estimée à 26 272 habitants.
La population, en majorité, composée des jeunes (70 %)[réf. souhaitée], représentant un vaste marché de consommation et une main d'œuvre dynamique. Cette jeunesse, dynamique et instruite, a permis à l'association Ujeed Diabo de montrer[Quand ?][réf. souhaitée] que le taux d'analphabétisme est de 13%, ce qui signifie que la majorité des jeunes sont analphabètes et exercent des métiers du secteur primaire[pas clair].

## Économie
La production de l'attiéké (aliment à base de manioc) est un secteur qui permet aux villageois de Diabo de nourrir plus de 90 % des foyers et emploie plus de 500 personnes[réf. souhaitée]. Ses retombées économiques favorisent la scolarisation des enfants.
Outre la production de l'atiéké, la population tire un important revenu de la culture de l'anacarde, culture principale de la région et primordiale au sein de la ville.